# Cathy Horyn
Cathy Horyn, née en 1956 à Coshocton dans l'Ohio, est une journaliste de mode qui effectue sa carrière durant quinze ans pour le New York Times, qu'elle quitte début 2014. Elle anime également son propre blog, « On The Runway », sur le site du journal pendant cette période. Elle est la deuxième critique de mode de l'histoire du New York Times (en tandem avec Suzy Menkes), succédant ainsi à Amy Spindler, qui quitta le quotidien américain en novembre 2003. 

## Biographie
Cathy Horyn est diplômée du Barnard College et de l'université Northwestern.
Elle commence sa carrière de journaliste en 1986 à Détroit, où elle travaille durant quatre ans pour le Detroit News. Elle quitte Détroit pour Washington et travaille pour le Washington Post. Elle rejoint l'équipe du New York Times en 1998, prend le poste de chef de rubrique l'année suivante, et reste au sein de ce journal une quinzaine d'années, après avoir écrit 1 123 critiques.
Elle a également contribué à divers magazines et journaux de mode, dont Vogue, Vanity Fair, Harper's Bazaar, l’International Herald Tribune. Elle est particulièrement connue pour avoir « toujours conservé une objectivité journalistique des plus rigoureuse » et pour ses critiques acerbes et sans complaisance ; certaines lui ont valu d'être bannie des défilés de plusieurs noms de la mode, au rang desquels l'italien Giorgio Armani ou Hedi Slimane pour Saint Laurent qui ne l'invite pas lors de son tout premier défilé pour la marque française,. Oscar de la Renta, Tommy Hilfiger, Carolina Herrera « remarquablement sans intérêt » écrit-elle ou Alexander Wang ont fait les frais de ses critiques acérées, et même Lady Gaga. Parmi les très nombreux couturiers qu'elle connaît, Azzedine Alaïa fait partie de ses proches.
Elle quitte ses fonctions au New York Times début 2014 pour son consacrer à sa vie privée, son compagnon, le multimillionnaire Art Ortenberg, cofondateur de la marque Liz Clairborne, venant de mourir. Suzy Menkes partant pour Vogue, elles sont toutes les deux remplacées par Vanessa Friedman, du Financial Times.